# Deutsche Handballmeisterschaft (Frauen) 1959
Die zweite deutsche Meisterschaft im Hallenhandball der Frauen wurde am 28. Februar und 1. März 1959 in Hamburg ausgetragen. Die Meister der Regionalverbände Süd, Südwest, West und Berlin sowie zwei Vertreter des veranstaltenden Regionalverbands Nord hatten sich für die Endrunde qualifiziert.

Die sechs Mannschaften spielten zunächst in zwei Gruppen. Die jeweils zwei Bestplatzierten zogen in das Halbfinale ein, die beiden Gruppenletzten bestritten das Spiel um Platz fünf. Deutscher Meister wurde (vor 1.000 Zuschauern) erneut der Hamburger Verein Eimsbütteler TV.

## Teilnehmer
- Reinickendorfer Füchse (Meister Berlin)
- Eimsbütteler TV (Meister Nord)
- Post SV München (Meister Süd)
- TV Vorwärts Frankfurt (Meister Südwest)
- Flensburger TB (Vizemeister Nord)
- RSV Mülheim (Meister West)

## Spielergebnisse

### Vorrunde
Gruppe A

- Eimsbütteler TV – Post SV München 2:2
- Eimsbütteler TV – TV Vorwärts Frankfurt 6:1
- Post SV München – TV Vorwärts Frankfurt 7:1

Gruppe B

- RSV Mülheim – Flensburger TB 8:2

### Spiel um Platz 5
- TV Vorwärts Frankfurt – Reinickendorfer Füchse 3:2 (3:0)

### Halbfinale
- Eimsbütteler TV – RSV Mülheim 5:2 (3:0)
- Post SV München – Flensburger TB

### Spiel um Platz 3
- RSV Mülheim – Flensburger TB 4:3 (1:2)

### Finale
- Eimsbütteler TV – Post SV München 3:1 (3:0)